# Luigi Latini De Marchi
Luigi Latini De Marchi (Treviso, 22 febbraio 1927 – Scafati, 22 luglio 2020) è stato un regista e sceneggiatore italiano.

## Biografia
Prolifico regista di film diretti spesso sotto pseudonimo (Louis Mané, Luigi Demar, John Mc Warriol), fu attivo anche in Spagna. Svolse anche una intensa attività di scenografo, sceneggiatore, costumista, scrittore e saggista.
Il suo film d'esordio come regista (Condannata senza colpa, tratto dal romanzo Maria Zef di Paola Drigo), vede presente nel cast il cantante della radio Oscar Carboni nella sua unica apparizione cinematografica.

## Filmografia

### Regista
- Condannata senza colpa (1953)
- Serenata al vento (1956)
- Ho amato una diva (1957)
- La corona di fuoco (1961)
- La spada della vendetta (1961)
- La notte dell'innominato (1962)
- Indios a Nord-Ovest (1964)
- Italia di notte n. 1 (1964)
- Marie Madeleine (1965)
- Gli amori di Angelica (1966)
- Le amorose notti di Alì Babà (1973)

### Sceneggiatore
- Il vizio ha le calze nere, regia di Tano Cimarosa (1975)